# Грич (Жумберак)
Грич (хорв. Grič) — населений пункт у Хорватії, у Загребській жупанії у складі громади Жумберак.

## Населення
Населення за даними перепису 2011 року становило 14 осіб.
Динаміка чисельності населення поселення:

## Клімат
Середня річна температура становить 10,20 °C, середня максимальна – 23,96 °C, а середня мінімальна – -5,76 °C. Середня річна кількість опадів – 1113 мм.
| Клімат поселення                              | Клімат поселення | Клімат поселення | Клімат поселення | Клімат поселення | Клімат поселення | Клімат поселення | Клімат поселення | Клімат поселення | Клімат поселення | Клімат поселення | Клімат поселення | Клімат поселення | Клімат поселення |
| Показник                                      | Січ.             | Лют.             | Бер.             | Квіт.            | Трав.            | Черв.            | Лип.             | Серп.            | Вер.             | Жовт.            | Лист.            | Груд.            |                  |
| Середній максимум, °C                         | 6,20             | 8,05             | 12,02            | 16,18            | 20,78            | 23,96            | 23,52            | 23,03            | 19,29            | 14,28            | 8,62             | 4,84             |                  |
| Середня температура, °C                       | 0,22             | 2,06             | 6,01             | 10,18            | 14,79            | 17,98            | 19,77            | 19,30            | 15,54            | 10,54            | 4,86             | 1,09             |                  |
| Середній мінімум, °C                          | −5,76            | −3,92            | 0,02             | 4,20             | 8,80             | 12,00            | 16,02            | 15,54            | 11,78            | 6,79             | 1,10             | −2,66            |                  |
| Норма опадів, мм                              | 57               | 60               | 77               | 88               | 91               | 119              | 107              | 107              | 108              | 107              | 109              | 83               |                  |
| Середньомісячна швидкість вітру, м/с          | 1.50             | 1.62             | 2.02             | 1.99             | 1.84             | 1.70             | 1.60             | 1.50             | 1.40             | 1.48             | 1.59             | 1.53             |                  |
| Середньомісячна сонячна радіація, кДж/м²·день | 4127             | 6864             | 10341            | 14772            | 18905            | 20629            | 21728            | 18658            | 13771            | 8656             | 4571             | 3361             |                  |
| --------------------------------------------- | ---------------- | ---------------- | ---------------- | ---------------- | ---------------- | ---------------- | ---------------- | ---------------- | ---------------- | ---------------- | ---------------- | ---------------- | ---------------- |
| Джерело:                                      |                  |                  |                  |                  |                  |                  |                  |                  |                  |                  |                  |                  |                  |